# Viktor Balck
Viktor Gustaf Balck (né le 25 avril 1844 et mort le 31 mai 1928) est un officier suédois et une personnalité du sport qui a été des premiers membres du Comité international olympique et qui est souvent appelé « le père du sport suédois ».

## Carrière militaire

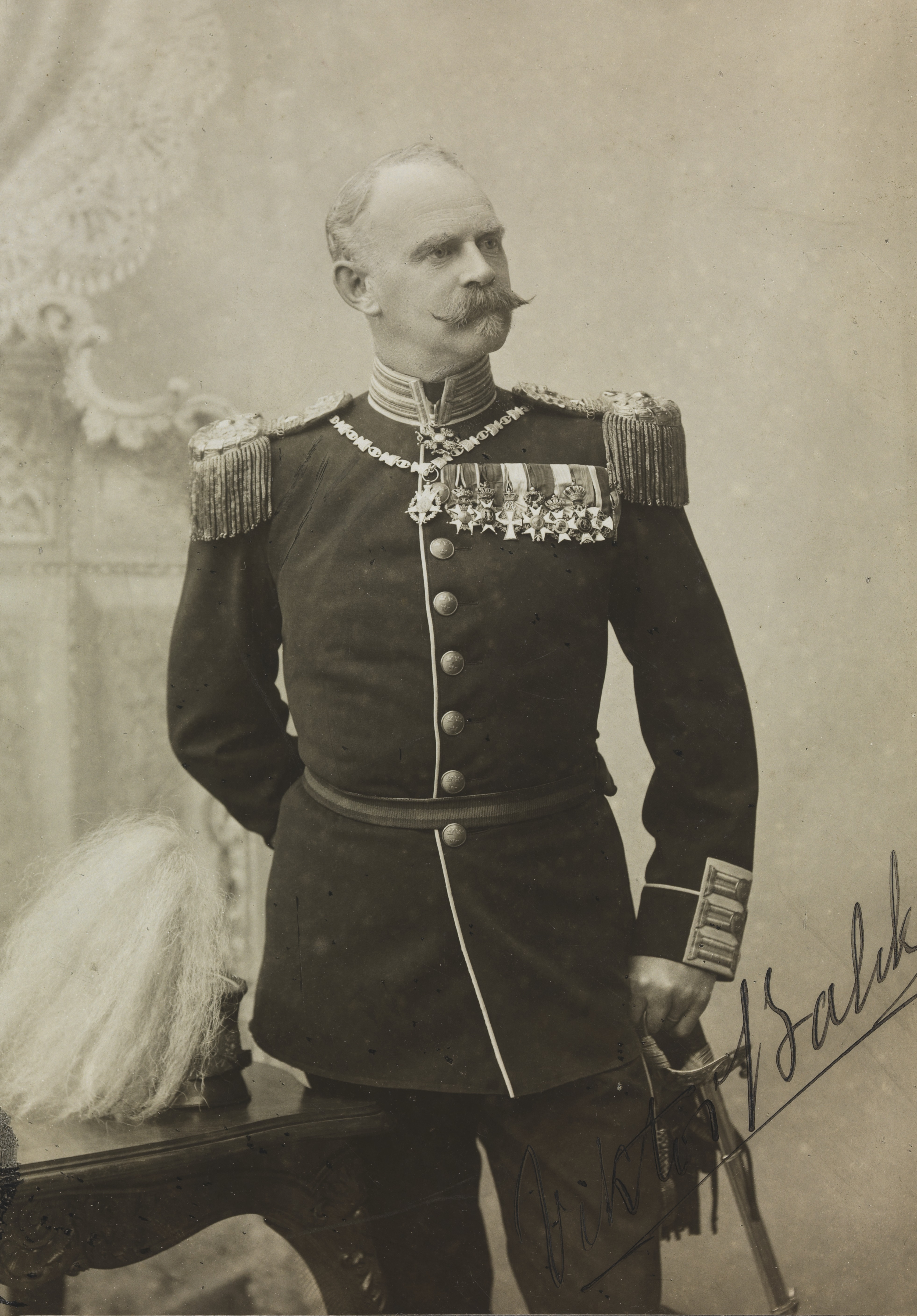
Viktor Gustaf Balck entre 1890 et 1900

Balck est né à Karlskrona en Suède et a été un marin dans sa jeunesse. En 1861, il devient un cadet de la Marine royale suédoise à l'École militaire suédoise à Karlberg à Stockholm. Après un certain temps, il change de voie pour devenir cadet dans l'armée suédoise et il est actif en escrime et en gymnastique. Il est instructeur assistant de gymnastique à Karlberg pendant un temps et est promu sous-lieutenant dans le régiment de Närke en 1866. Il est promu lieutenant en 1875 dans le même régiment puis capitaine en 1884.
Cependant, sa carrière militaire vient à être presque entièrement consacrée à la gymnastique et aux sports. Il est professeur assistant à Karlberg entre 1868 et 1870 puis professeur de gymnastique à l'école de cavalerie suédoise à Strömsholm entre 1870 et 1872. Il devient enseignant de gymnastique militaire et d'escrime à l'institut central suédois de gymnastique en 1885, il est le professeur principal dans ces matières entre 1887 et 1909 et directeur de l'institut entre 1907 et 1909. Il est promu major dans l'armée suédoise en 1894 puis lieutenant-colonel en 1900 et colonel en 1904. En 1909, il devient réserviste et en 1914, il reçoit une promotion honorifique en major-général.

## Carrière comme dirigeant sportif
Directement après avoir terminé sa formation d'officier, Balck a étudié des cours de pédagogie, militaires et médicaux à l'institut central suédois de gymnastique entre 1866 et 1868 et reste en tant que professeur assistant à l'institut entre 1868 et 1870 tout en étant également professeur assistant à Karlberg. À partir de 1872, ses activités principales - à la fois en tant que militaire et en tant que gymnaste et sportif - avaient l'institut comme base.
En tant que jeune officier et professeur de gymnastique, Balck a l'impression que les activités sportives et la gymnastique volontaire en Suède, c'est-à-dire, en dehors de l'armée et des écoles, sont peu développés par rapport à la situation actuelle de nombreux autres pays. Déterminé à changer cela, à partir des années 1870, il participe à la formation de quelques organisations et clubs sportifs et également à la fondation de quelques journaux relatifs au sport. Durant ce temps, l'organisation des sports en Suède prend forme et Balck en devient une de ses grandes figures.

## Carrière dans le sport international

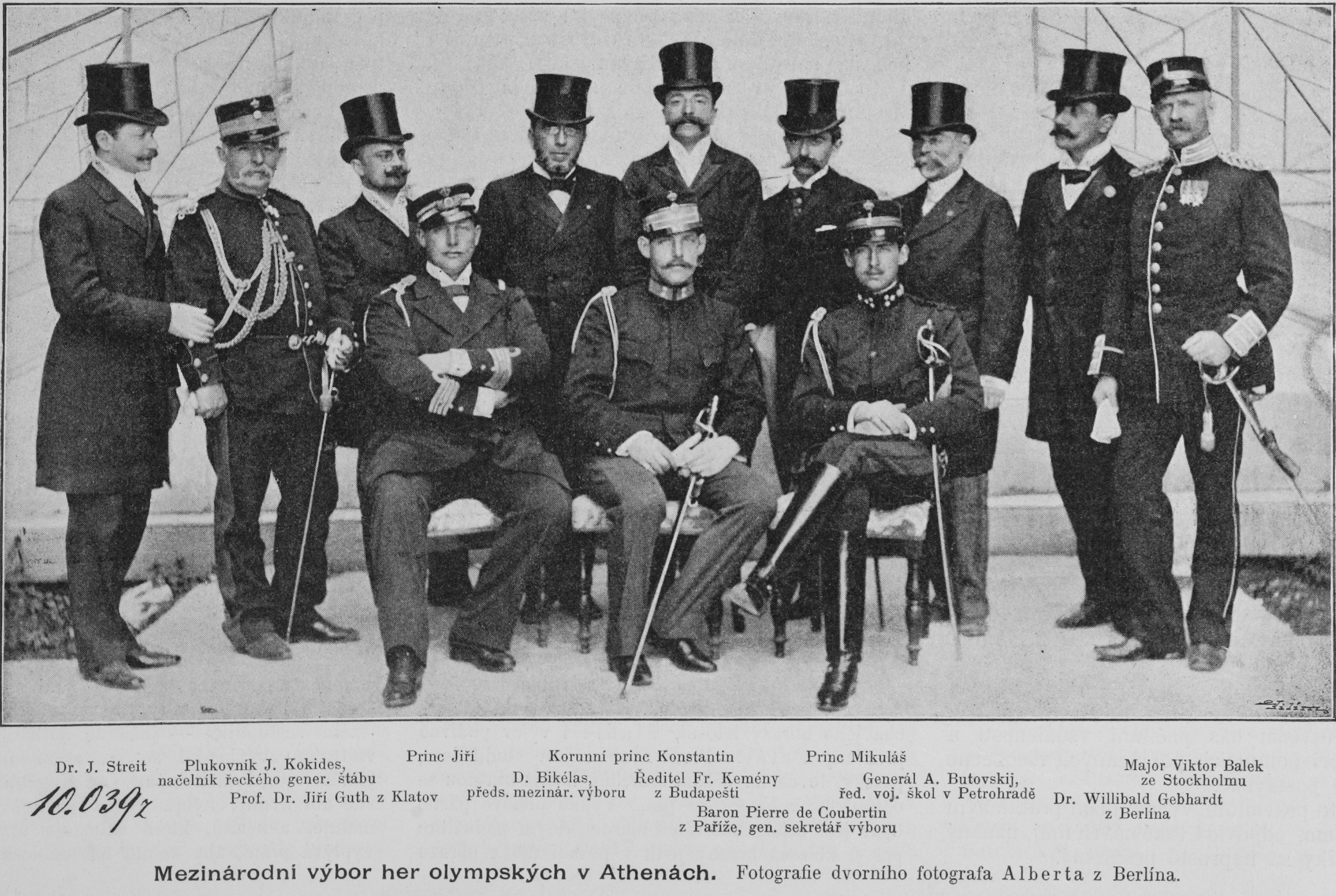
Comité olympique de 1896, à droite.

Balck s'implique également dans l'émergence du mouvement naissant du sport international à la fin du XIXe siècle. En 1894, il devient l'un des premiers membres du Comité international olympique (CIO) et un des deux vice-présidents du Comité olympique suédois de 1913 à sa mort en 1928. Il est également l'une des figures de proue des Jeux nordiques qui sont organisés à partir de 1901.
Dès 1894, au CIO, Balck propose Stockholm comme lieu pour les Jeux olympiques. La demande officielle pour organiser les Jeux a lieu en 1908 et malgré la forte compétition avec Berlin, Stockholm est choisi pour accueillir les Jeux olympiques de 1912 avec Balck en tant que membre important du comité d'organisation national.
Il est également le président de l'Union internationale de patinage entre 1894 et 1924. Sa carrière dans le patinage comprend également la construction du « Balck skate ».
En reconnaissance de sa carrière sportive internationale, Balck est fait KCMG et il est ensuite en mesure d'être appelé Viktor Balck, KCMG.